# Радимно (гміна)
Гміна Радимно (пол. Gmina Radymno) — сільська гміна у східній Польщі. Належить до Ярославського повіту Підкарпатського воєводства. Центром гміни є місто Радимно.
Станом на 31 грудня 2011 у гміні проживало 11492 особи.

## Територія
Згідно з даними за 2007 рік площа гміни становила 182.44 км², у тому числі:
- орні землі: 74.00%
- ліси: 15.00%

Таким чином, площа гміни становить 17.73% площі повіту.

## Населення
Станом на 31 грудня 2011:
| Опис     | Загалом | Загалом | Чоловіки | Чоловіки | Жінки | Жінки |
| -------- | ------- | ------- | -------- | -------- | ----- | ----- |
| одиниця  | осіб    | %       | осіб     | %        | осіб  | %     |
| все      | 11492   | 100     | 5750     | 50.03    | 5742  | 49.97 |
| міське   | 0       | 100     | 0        |          | 0     |       |
| сільське | 11492   | 100     | 5750     | 50.03    | 5742  | 49.97 |

За даними 2002 року середньорічний дохід на одного мешканця гміни становив 1342,92 злотих.

## Солтиства
- Будзинь
- Грабовець
- Дуньковичі
- Заболотці
- Заліська Воля
- Замістя
- Корчова
- Лази
- Михайлівка
- Млини
- Ніновичі
- Острів
- Піски
- Сколошів
- Сосниця
- Сосниця-Бжег
- Святе
- Халупки Хотинецькі
- Хотинець

## Історія
Об'єднана сільська гміна Радимно з центром у місті Радимно утворена в Ярославському повіті 1 серпня 1934 року з дотогочасних гмін сіл:
- Дуньковичі,
- Грабовець,
- Людків,
- Лази,
- Ловце,
- Михайлівка,
- Ніновичі,
- Острів,
- Сколошів,
- Сосниця,
- Святе,
- Заболотці,
- Задуброва,
- Замістя.

У середині вересня 1939 року німці окупували територію гміни, однак вже 26 вересня 1939 року мусіли відступити з правобережної половини, оскільки за пактом Ріббентропа-Молотова вона належала до радянської зони впливу. 27.11.1939 постановою Верховної Ради УРСР частина гміни (села Лази, Дунковиці, Михайлівка, Грабовець і Неновиці) включена до Любачівського повіту. 17 січня 1940 року територія ввійшла до Ляшківського району Львівської області. В червні 1941, з початком Радянсько-німецької війни, територія знову була окупована німцями. В липні 1944 року радянські війська оволоділи цією територією.
У жовтні 1944 року західні райони Львівської області віддані Польщі, а українське населення вивезено до СРСР та на понімецькі землі.

## Сусідні гміни
Гміна Радимно межує з такими гмінами: Великі Очі, Ляшки, Орли, Радимно, Стубно, Хлопіце, Ярослав.
Гміна межує з територією України.